# IC 1101
IC 1101 es una galaxia elíptica supergigante en el centro del cúmulo de galaxias Abell 2029. Está a 1,05 mil millones de años luz de distancia, en la constelación de Virgo y está clasificada como una galaxia de clase cD. Fue descubierta el 19 de junio de 1790 por William Herschel.
La designación "IC" proviene del Catálogo Índice (IC en inglés). Los científicos creen que es probable que tenga un agujero negro supermasivo en el centro. Tiene una capa amarilla oscura exterior, amarillo claro en la zona intermedia y blanco en la zona central. En la sección de blancos, IC 1101 emite varios tipos de radiaciones nocivas para la vida tal y como la conocemos, lo que sugiere que puede que no sea capaz de soportar ninguna forma de vida como nosotros la conocemos.
Como IC 1101 está tan lejos, su lente gravitacional de materia oscura afecta a la luz de tal modo que es apenas visible, incluso con un telescopio potente.

## Tamaño
La galaxia tiene un diámetro aproximado de 6 millones de años luz, lo que actualmente (2025) la convierte en la galaxia más grande conocida en términos de amplitud. Es la galaxia central de un cúmulo masivo que contiene una masa (materia oscura mayormente) de 100 billones de estrellas aproximadamente. Siendo más de 50 veces el tamaño de la Vía Láctea y 20 millones de veces más masiva, engulliría la Gran Nube de Magallanes, la Pequeña Nube de Magallanes, la galaxia de Andrómeda y la Galaxia del Triángulo. IC 1101 debe su tamaño a colisiones de galaxias mucho más pequeñas, sobre el tamaño de las galaxias Andrómeda y la Vía Láctea.